# Adnan Barakat
Pour les articles homonymes, voir Barakat.
Adnan Barakat (né le 3 septembre 1982 à Amsterdam aux Pays-Bas) est un ancien footballeur néerlando-marocain évoluant au poste d'ailier gauche.